# Копеліович Аркадій Борисович
Копеліович Аркадій Борисович (16.05.1941, м. Запоріжжя — 23.10.2022, м. Запоріжжя) — спортивний журналіст, заслужений журналіст України, голова запорізького відділення Асоціації спортивних журналістів України, голова комісії «Засоби масової інформації та пропаганди олімпійського руху» Запорізького обласного відділення НОК України.

## Життєпис
Копеліович Аркадій Борисович народився 16 травня 1941 року в Запоріжжі. Під час Другої світової війни разом з мамою був в евакуації у Середній Азії та Омську, поки батько воював на фронті. Після перемоги вони повернулися до рідного міста. Дитячі та юнацькі роки Аркадія Борисовича припали на час післявоєнної відбудови. Він ріс у спортивному дворі, в якому проживали баскетболісти Віктор Венгеренко і Владислав Матусевич, плавці Олександр і Сергій Харькіни. А навпроти, через дорогу, жив майбутній гандбольний метр Леонід Ратнер. Ця атмосфера заронила в душу А. Копеліовича зерна любові до спорту.
В 50-х роках він став відданим уболівальником футбольного клубу «Металург»… В одному з цехів ЗМКБ «Прогрес», де Аркадій Копеліович працював токарем, а згодом слюсарем до 1971 року на видному місці знаходився стенд «Футбол» з оперативними повідомленнями з різних футбольних арен. Це були перші репортерські проби Аркадія Борисовича.
Закінчивши Запорізький машинобудівний інститут (нині НУ «Запорізька політехніка»), він якийсь час працював за спеціальністю, але в 1977 році вирішив змінити діяльність і став спортивним журналістом.
Працював у газетах «Комсомолець Запоріжжя», «Индустриальное Запорожье», «Наш город» (1990—1998), «Запорізька правда» (1998—2000), співпрацював з центральними виданнями «Советский спорт», «Спортивна газета», щотижневиком «Футбол-Хокей», редагував тижневик «Запорожье спортивное».
Він плідно працював у прес-службах баскетбольних клубів «Козачка-ЗАлК» і «ФЕРРО-ЗНТУ», ФК «Металург» і «Торпедо», волейбольного клубу ЗДІА, гандбольного жіночого клубу «Мотор», з обласними Федераціями греко-римської боротьби, дзюдо, гандболу та футболу. Працював диктором під час спортивних матчів.
Аркадій Копеліович — автор численних популярних календарів-довідників з футболу, які виходили великими тиражами у 70–90-х роках минулого століття, програмок до футбольних, баскетбольних, гандбольних, хокейних матчів у місті Запоріжжі, численних спортивних буклетів до змагань з багатьох видів спорту, що проходили на теренах Запорізької області.
Книги, написані авторським колективом під керівництвом А. Копеліовича «Звезды запорожского „Металлурга“» та «Запорожский „Металлург“: хроника футбольных событий» стали справжнім літописом 80-річної історії футбольної команди «Металург».
А. Б. Копеліович — член Національної спілки журналістів України, голова комісії «Засоби масової інформації та пропаганда олімпійського руху» Запорізького обласного відділення НОК України, голова запорізького відділення Асоціації спортивних журналістів України. Неодноразово був відзначений нагородами НОК України та Асоціації спортивних журналістів України.
Помер Аркадій Борисович Копеліович 23 жовтня 2022 року в м. Запоріжжя.

## Нагороди
- Заслужений журналіст України (Указ Президента України від 7 жовтня 2009 року № 807/2009).
- лауреат регіонального конкурсу «Олександрівська премія — 2015» в номінації «Спасибі вам на добрім слові» (2015)[6].
- медаль «За розвиток Запорізького краю» (2017)[7].